# Chawat Sde Bar
Chawat Sde Bar (hebräisch חוות שדה בר) ist eine israelische Siedlung im seit 1967 von Israel besetzten Westjordanland. Die Siedlung wurde im August 1998 von Yossi Sadeh entgegen dem Völkerrecht gegründet und liegt südlich von Betlehem in der Region Gusch Etzion in den Judäischen Hügeln in der Nähe der Siedlungen Nokdim und Tekoa. Die Siedlung befindet sich zu Füßen des Herodiums.